# Chiến tranh Hán – Hung Nô
Chiến tranh Hán – Hung Nô (漢匈戰爭 - Hán-Hung chiến tranh，漢匈百年戰爭 - Hán-Hung bách niên chiến tranh) là tên được dùng để chỉ hàng loạt các trận đánh giữa nhà Hán và các bộ lạc Hung Nô trong thời kỳ từ năm 200 TCN đến năm 71 TCN, được chia thành ba giai đoạn là: 200 TCN - 134 TCN, 133 TCN - 119 TCN, 103 TCN - 71 TCN. Cuộc chiến bắt đầu không lâu sau khi nhà Hán thành lập, trải qua một thời gian hòa hoãn rồi lại tái bùng phát vào thời Hán Vũ Đế. Trong giai đoạn thứ hai và thứ ba, nhà Hán lại liên tiếp giành được chiến thắng, đẩy lui quân Hung Nô mấy ngàn dặm. Sau cuộc chiến này, hai nước còn xảy ra xung đột thêm mấy trăm năm, đến tận năm 91, khi đại tướng Đậu Hiến xuất quân tiến sâu vào lãnh thổ Hung Nô thì mới dẹp được mối nguy cơ từ phía bắc cho nhà Hán.

## Chiến dịch thứ nhất

### Đất nước Hung Nô

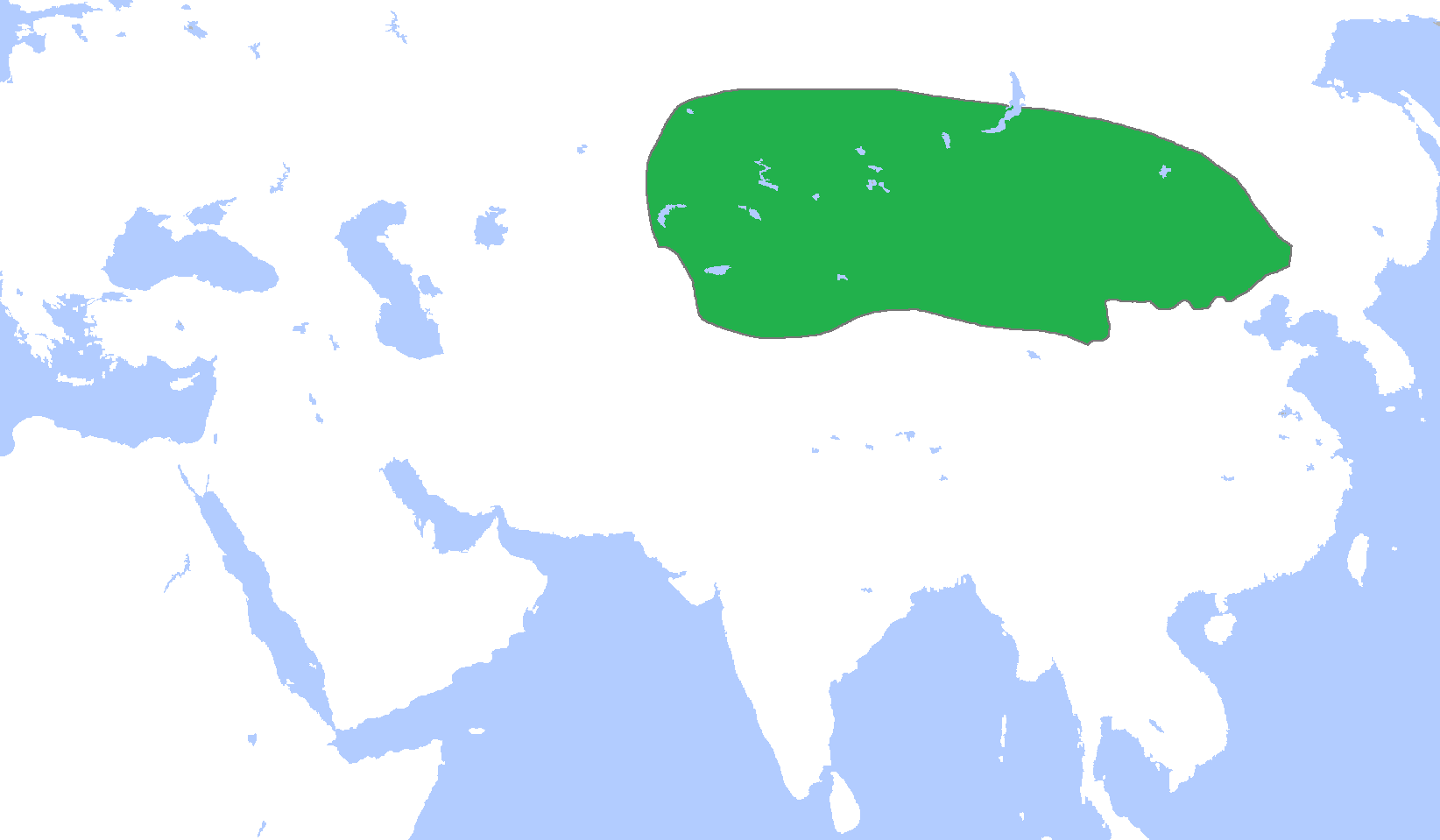
Hung Nô thời Chiến Quốc.

Theo Sử ký Tư Mã Thiên, thủy tổ của người Hung Nô là Thuần Duy, con cháu các vua nhà Hạ ở Trung Quốc. Vào thời Thương, Chu, Hung Nô cùng các bộ tộc Sơn Nhung, Hiểm Doãn, Huân Chúc định cư ở vùng phía bắc Trung Nguyên. Họ sống theo lối du mục, của cải của họ chủ yếu là các loài gia súc như ngựa, cừu, trâu, lừa... Cho đến nay, người ta chỉ biết rất ít về tiếng nói và chữ viết của người Hung Nô các nguồn tài liệu nói về họ chủ yếu lấy từ sử sách của Trung Quốc. Họ đa số là những người giỏi bắn cung, cưỡi ngựa, đí săn để kiếm sống và sống theo lối du mục, không có nơi ở nhất định. Vào thời nhà Chu, thỉnh thoảng cũng có xảy ra xung đột với các bộ lạc ở phía tây bắc như Khuyển Nhung, Xích Địch, Bạch Địch, Tiên Ngu, Đại Lệ, Nghĩa Cừ, Ô Thị.... Sang thời Chiến Quốc, các nước Trung Nguyên như Tần, Triệu, Yên cũng nhiều lần giao tranh với quân đội của các bộ lạc này.

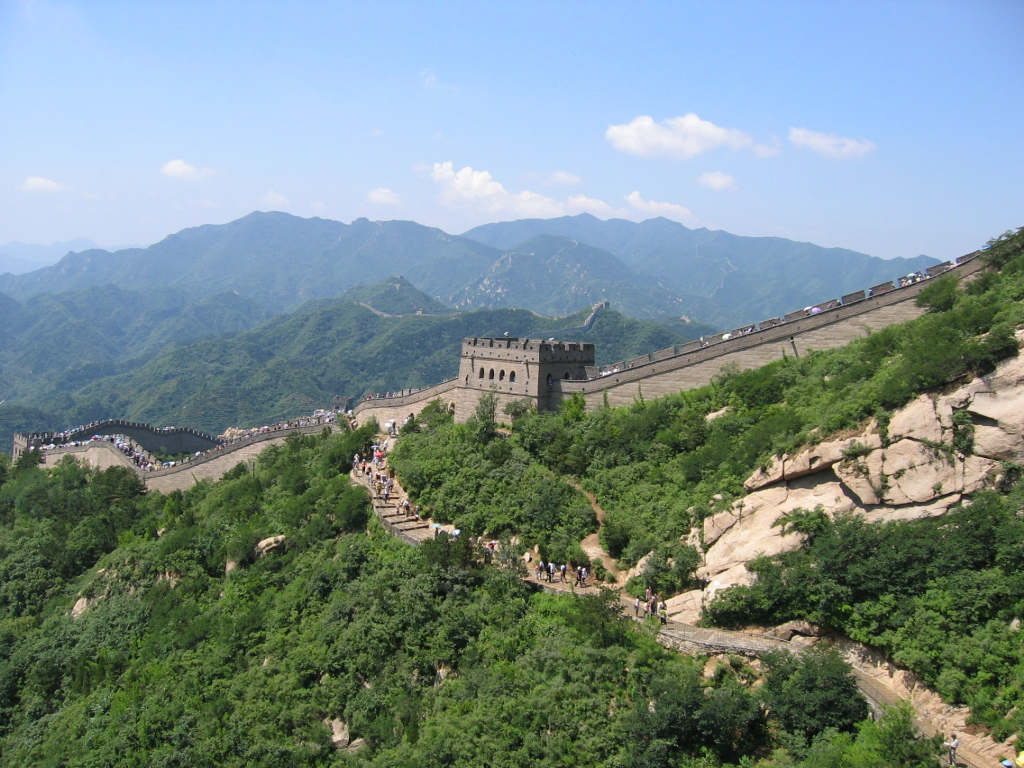
Vạn Lý trường thành.

Sang thời nhà Tần, Tần Thủy Hoàng tích cực mở rộng thế lực lên phía bắc, cử Mông Điềm trấn thủ phía bắc và cho xây Vạn Lý trường Thành để phòng chống Hung Nô tràn sang. Thời điểm đó Hung Nô không ngừng dẫn quân xuôi dòng Hoàng Hà, xâm nhập vào Trung Nguyên. Có lúc quân tiên phong của họ chỉ cách Hàm Dương vài trăm dặm. Điều này khiến cho vùng biên ải của nước Tần bị uy hiếp nghiêm trọng.
Trong thời gian hơn một năm, Mông Điềm đã chỉ huy quân Tần đánh lui quân Hung Nô ở phía bắc, giành được thắng lợi, mở mang đất đai cho nhà Tần và chiếm được đất, thiết lập quận huyện tại Hung Nô
Sang thế kỉ thứ ba trước Công nguyên, Cuối cùng các bộ tộc này liên kết lại với nhau, thành nhà nước Hung Nô dưới sự chỉ huy của một thiền vu. Vị thiền vu đại tài của Hung Nô vào đầu Thế kỉ II TCB là Mặc Đốn. Ông rèn luyện tất cả các bộ lạc để chuẩn bị cho chiến tranh và luôn chấp hành theo mọi mệnh lệnh của ông. Ông được những người khác tôn trọng và không ai có thể thách thức quyền lực của ông. Sau khi đã sẵn sàng cho chiến tranh, ông bắt đầu các cuộc chinh phục.
Nguyên dưới thời nhà Tần đã cho xây Vạn lý trường thành để ngăn chặn quân Hung Nô tràn sang Trung Nguyên. Nhưng khi nhà Tần suy yếu thì Hung Nô lại được dịp nổi lên. Năm 208 TCN, Mặc Đốn dẫn quân chinh phạt Đông Hồ, đánh bại các bộ tộc khác sống tại miền bắc Trung Nguyên như Đinh Linh, Nguyệt Chi. Sau các cuộc chinh phục này, tất cả các tù trưởng Hung Nô đã chịu phục tùng ông. Hung Nô trở nên lớn mạnh.

### Nguy khốn ở Bình Thành
Năm 202 TCN, sau khi đánh bại được quân Sở do Hạng Vũ chỉ huy, Lưu Bang lên ngôi hoàng đế, lập ra triều đại nhà Hán. Một năm sau đó, 201 TCN, Mặc Đốn mang quân vây đánh Mã Ấp. Quân của Hàn Vương Tín đóng ở Mã Ấp không chống nổi, nhiều lần phải cầu hoà với Mặc Đốn. Lưu Bang sai tướng đi cứu Thái Nguyên, nghe tin Hàn vương cầu hòa Hung Nô, nên nghi Hàn vương làm phản, sai sứ đến khiển trách ông. Hàn Vương Tín quá lo sợ, bèn quay sang đầu hàng Hung Nô, dâng Mã Ấp cho Mặc Đốn và cùng Hung Nô đánh Hán.
Mùa đông năm 200 TCN, Hán Cao Tổ đích thân dẫn 32 vạn quân ra quân đánh Hung Nô và nước Hàn, gặp quân Hàn Vương Tín. Hai bên kịch chiến ở Đồng Đề. Hàn vương Tín thua trận bỏ chạy sang Hung Nô. Sau đó quân Hán tiến sang Chí Bình thì gặp và giao chiến với quân của Mặc Đốn gồm 40 vạn tinh binh. Hai bên giao chiến ở Bạch Đăng. Quân Hung Nô chỉ với 300 000 người bao vây 700 000 quân Hán ở Bình Thành. Trước tình thế nguy ngập, Cao Tổ bị cắt nguồn tiếp tế và cứu trợ trong 7 ngày, trong hoàn cảnh rất nguy khốn. Ông theo lời của Trần Bình sai người đến thuyết phục vợ Mặc Đốn là Yên Chi tác động, Mặc Đốn mới rút quân.

### Chính sách hòa thân
Hai năm sau thất bại ở Bình Thành, năm 198 TCN, Hán Cao Tổ quyết định đề nghị giảng hòa, lấy Trường Thành làm giới tuyến giữa hai bên.nhân nhượng họ bằng cách gả con gái các gia đình quý tộc và cung cấp cống phẩm hàng năm cho các tù trưởng Hung Nô để đổi lấy hòa bình giữa hai bên. Theo đó mỗi năm nhà Hán phải cống nộp cho Hung Nô ngũ cốc, lương thực và gả con gái quý tộc cho người Hung Nô. Sử ký còn ghi lại trong những năm từ 192 TCN đến 176 TCN, Mặc Đốn đã được nhà Hán gả cho ba vị công chúa, sang thời con ông ta là Lão Thượng (176 TCN - 162 TCN) thì con số này là hai và đến thời thiền vu Quân Thần thì tiếp tục lấy được 5 vị công chúa nhà Hán.
Những năm tiếp theo, Mặc Đốn tuy ít động binh xuống phía nam nhưng luôn tỏ thái độ khiêu khích. Dưới thời Lã Hậu nắm chính, Mặc Đốn từng gửi một bức thư bị đánh giá là có lời lẽ dâm dật như sau:
Ông vua cô độc buồn rầu, sinh ra ở nơi đầm lầy, lớn lên ở nơi thảo dã bò ngựa, mấy lần đến biên giới muốn chơi Trung Quốc. Bệ hạ[ thì buồn bã một mình. Hai chúa không vui, không có gì để giải buồn. Xin lấy cái có để đổi lấy cái không.
Lã thái hậu đọc thư rất tức giận, định điều binh đánh Mặc Đốn nhưng nghe theo lời Trần Bình, đành thôi.
Sang thời Hán Văn Đế (180 TCN - 157 TCN) vào năm 177 TCN, quân Hung Nô sang xâm phạm biên giới, Văn Đế ra lệnh cho thừa tướng Quán Anh 85000 quân đánh dẹp, tiến vào lãnh thổ Cáo Nô, đánh bại và buộc quân Hung Nô rút về.
Sau đó Hán Văn Đế bổ nhiệm thêm Chu Xá làm Vệ tướng quân, Trương Vũ làm Xa kỵ tướng quân đóng ở quanh sông Vị với vài chục vạn quân. Khi Hung Nô lại xâm phạm, ông sai Trương Tương Như, Đổng Xích và Loan Bố làm tướng đi đánh, đuổi được Hung Nô ra ngoài biên giới. Ngoài ra hai bên chỉ chạm trán ở một số trận đánh nhỏ và nhà Hán vẫn phải dùng chính sách hòa thân với Hung Nô.

## Giai đoạn thứ hai

### Chiến tranh bùng phát

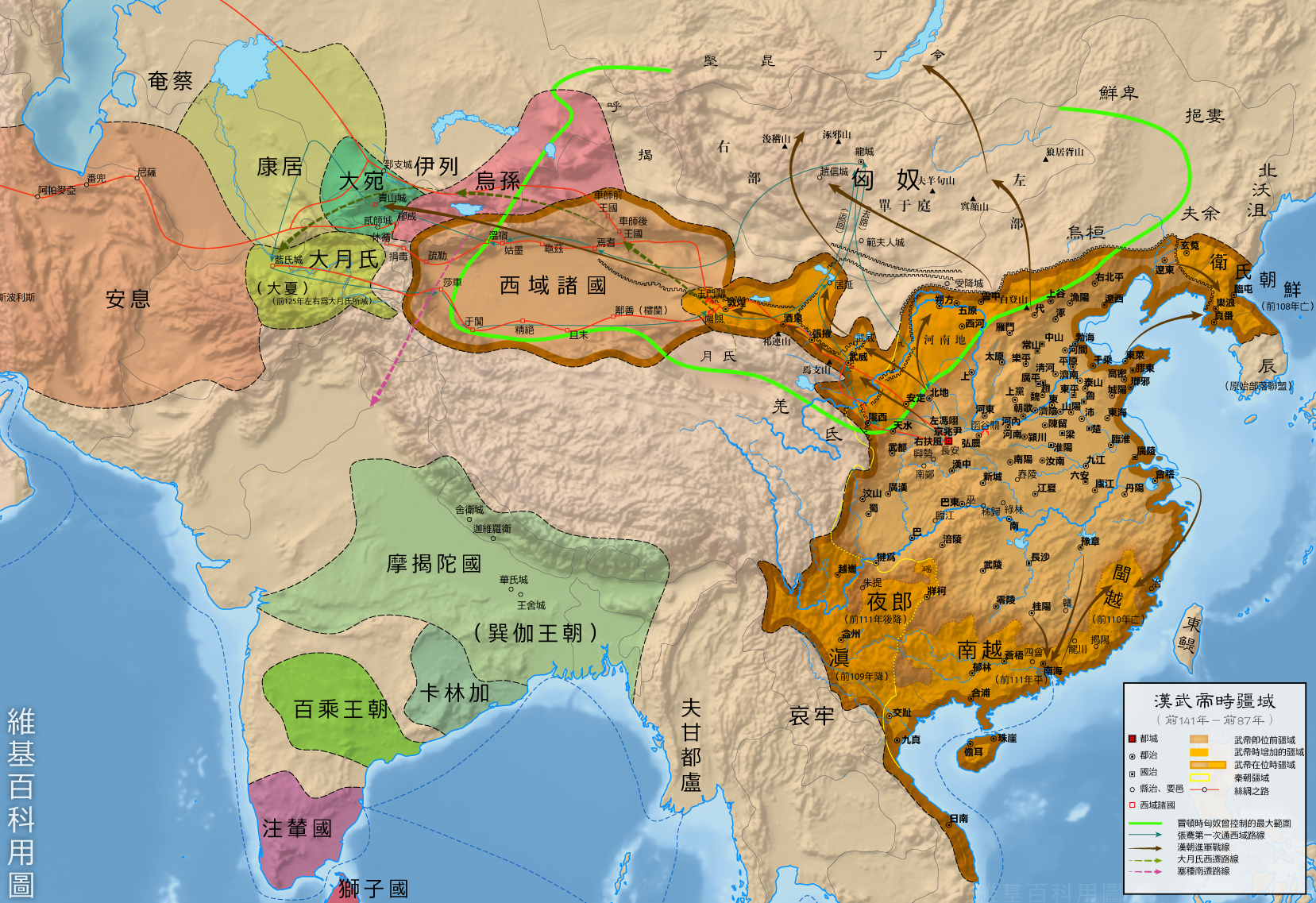
Biên giới Hán-Hung Nô.

Sau thời Văn Cảnh, nhà Hán phát triển lớn mạnh về chính trị, kinh tế và quân đội. Đến năm 140 TCN, Hán Vũ Đế lên ngôi, quyết định phế bỏ chính sách hòa thân với Hung Nô và bắt đầu tiến hành chiến tranh. Ông phái Lý Quảng trấn giữ quận Yêu Tái, củng cố phòng bị ở phía bắc. Sang năm 138 TCN, Vũ Đế cử Trương Khiên sang Tây Vực kết giao cùng nước Đại Nguyệt để cùng chống Hung Nô. Quá trình chuẩn bị của nhà Hán đã hoàn thành.
Năm 134 TCN, Hung Nô cử sứ thần sang Hán đề nghị hòa thân. Hán Vũ Đế thương nghị việc này với quần thần và cuối cùng quyết định đồng ý hòa thân theo lời Hàn An Quốc.
Năm 133 TCN, theo ý kiến của đại thần Vương Khôi, Hán Vũ Đế quyết định sử dụng chính sách lợi dụng tài vật để dẫn dụ Hung Nô ra quân trước, sai Lý Quảng làm Phiêu kị tướng quân, Công Tôn Hạ làm Kinh Xa tướng quân, Hàn An Quốc làm Hộ quân dẫn 30 vạn quân mai phục ở sơn cốc gần khu vực Mã Ấp, và Vương Khôi làm Tương Đồn tướng quân cùng Thái trung đại phu Lý Tức dẫn 3 vạn quân từ Đại Quận  ra dụ địch. Nội gián của quân Hán là Niếp Nhất khuyên thiền vu Quân Thần có thể đem thủ hạ giết các quan cai trị ở Mã Ấp và chiếm hết tài vật trong thành này. Quân Thần ham mê tiền tài, nghe lời dụ dỗ của Niếp Nhất bèn đích thân dẫn 10 vạn quân Vũ Châu rồi phái sứ giả đến mưu hại quan cai trị ở Mã Ấp. Tuy nhiên Niếp Nhất trước đó cũng đã thông mưu với quan cai trị Mã Ấp, lấy đầu tên tử tù giả làm đầu của quan cai trị Mã Ấp cho sứ giả đem về.
Thiền vu Quân Thần tưởng việc đã xong bèn tiến quân vào Mã Ấp. Tuy nhiên sau đó thiền vu lại phát giác được âm mưu này nên quyết định lui về. Cánh quân của Hàn An Quốc thấy vậy bèn thay đổi kế hoạch, bỏ mai phục, cho quân truy kích Hung Nô nhưng không thu được kết quả, còn cánh của Vương Khôi rút về. Hán Vũ Đế tức giận bèn tống giam Vương Khôi, sau ép tự sát. Từ đó hai nước tuyệt giao với nhau, Hung Nô lại dẫn quân xâm phạm biên giới với Hán.

### VượtNhạn Môn Quan

#### Chiến công của Vệ Thanh
Cuộc chiến tranh tiếp diễn vào năm 129 TCN, khi quân Hung Nô xâm lấn vào vùng Thượng Cốc của nhà Hán. Hán Vũ Đế được tin, bèn cử 4 vạn quân chia làm bốn đường, phong Vệ Thanh làm Xa kị tướng quân, tiến vào Thượng Cốc, Công Tôn Hạ tiến đánh Vân Trung, Công Tôn Ngao tấn công Đại quận, Lý Quảng vượt qua Nhạn Môn quan. Cánh quân của Vệ Thanh tiến vào tận vùng Long Thành (kinh đô Hung Nô), chém 700 thủ cấp, còn các cánh quân khác thì không địch lại Hung Nô: Công Tôn Hạ tay không trở về, còn Công Tôn Ngao và Lý Quảng thua trận, Công Tôn Ngao mất 7000 quân còn Lý Quảng bị bắt nhưng sau trốn về được. Tổng cộng trong trận chiến này, quân Hán bị mất 17000 người.

#### Quân Hán chiếm ưu thế

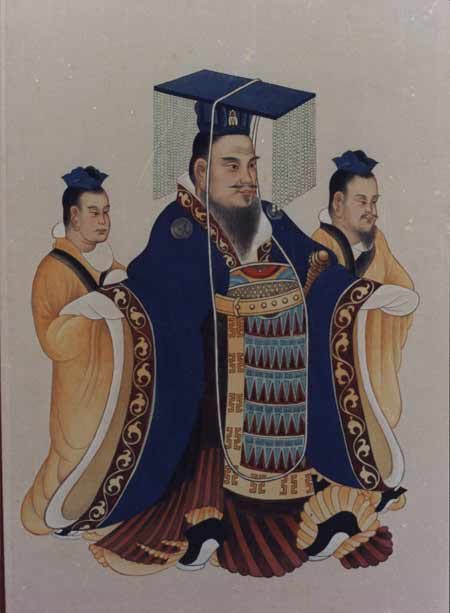
Chân dung Hán Vũ Đế (140 TCN-87 TCN).

Mùa thu năm 128 TCN, một lần nữa Vệ Thanh dẫn ba vạn kị binh chiến đấu với Hung Nô, xuất kích vào Nhạn Môn Quan, giết hơn 1000 quân Hung Nô.
Sang năm 127 TCN, Hán Vũ Đế cử Vệ Thanh và Lý Tức ra Vân Trung, tiến thẳng đến vùng PHù Lý, đánh bại và tiêu diệt hai đạo quân Hung Nô do Bạch Dương Vương và Lâu Phiền Vương chỉ huy, chém và bắt sống hơn 1000 người, thu phục và sáp nhập vùng đất Hà Sáo của Hung Nô mà gần như không mất một binh sĩ nào, toàn quân khải hoàn trở về. Chiến thắng này đã góp phần giải quyết được mối đe dọa đối của Hung Nô với kinh đô Trường An. Tại vùng Hà Sáu, nhà Hán cho thiết lập quận Sóc Phương. Năm sau, Hán Vũ Đế lại sai Tô Kiến đem theo 100000 người tu bổ Trường Thành để ngăn chặn Hung Nô.
Tuy nhiên quân Hung Nô không cam chịu thất bại. Ngay sau khi lên ngôi, thiền vu Y Trĩ Tà lập tức chuẩn bị phát động chiến tranh với Đại Hán lần nữa. Năm 126 TCN, hơn vạn quân Hung Nô được lệnh nam tiến, công đánh Đại Quận, giết thái thú Cung Hữu và bắt hơn 1000 người. Năm 124 TCN, hơn 3 vạn quân Hung Nô lại tràn sang, tiến công vào Đại quận, Định Tương, Thượng Quận. Tướng Hung là Hữu Hiền Vương do oán hận nhà Hán nên cũng nhiều lần tiến vào Hà Sáo, giết chết rất nhiều người dân vô tội. Trước sức mạnh của Hung Nô, Vệ Thanh lại lần được lệnh xuất chinh, dẫn 3 vạn kị binh ra Cao Khuyết, cộng thêm các cánh quân Hán khác là gần 10 vạn người, phối hợp cùng đánh Hung Nô. Vệ Thanh dẫn quân tiến đánh thần tốc, một ngày đi được hơn 6-7 trăm dặm, tiến đánh Hữu Hiền Vương. Hữu Hiền Vương không nghĩ quân Hán lại đến nhanh như vậy nên uống rượu say khướt. Quân Hung Nô không địch nổi quân Hán. Vệ Thanh thừa thắng bắt sống 15000 quân và mười mấy quý tộc Hung Nô, Hữu Hiền Vương bỏ chạy.
Liên tiếp hai lần trong năm 123 TCN, Vệ Thanh thêm hai lần nữa xuất binh công kích vào phía bắc Hung Nô. Trong lần thứ nhất vào mùa xuân, quân Hán hoàn toàn chiếm ưu thế và giành thắng lợi. Tuy nhiên về sau, trong cuộc tiến công vào mùa hạ của Hán, quân Hung Nô cũng có sự chuẩn bị kĩ lưỡng, nên không hoàn toàn bị động. Tuy nhiên cuối cùng họ cũng phải rút lên vùng Sa mạc Gobi.

#### Giao tranh ở Hà Tây
Năm 121 TCN, Hán Vũ Đế muốn thực hiện kế hoạch đánh chiếm khu vực Hà Tây của Hung Nô để làm bàn đạp tiến công lên phía bắc để đẩy quân Hung Nô ra khỏi Trung Nguyên. Ông cử Hoắc Khứ Bệnh đem quân lên phía bắc. Ông chỉ huy một đội kỵ binh nhẹ gồm 1 vạn phiêu kị quân tiến về phía tây của Lũng Tây và trong vòng 6 ngày đã tiến sâu vào 1000 dặm qua 5 tiểu quốc của Hung Nô, giết 9000 quân Hung Nô và bắt được hơn 1000 người.
Sang mùa hè năm đó, Hoắc Khứ Bệnh lại vượt sa mạc và giao tranh với quân Hung Nô trên núi. Quân Hán nhanh chóng nắm ưu thế, tiêu diệt hơn 30000 quân Hung Nô, nhưng cũng bị tổn thất 2800 người. Thiền vu Hung Nô Y Trĩ Tà mặc dù ban đầu rất tức giận về việc này nhưng sau cùng buộc phải đầu hàng nhà Hán. Chiến dịch Hà Tây kết thúc với thắng lợi hoàn toàn thuộc về quân Hán. Nhà Hán chiếm được nhiều đất đai của Hung Nô và thành lập quận huyện ở đó.

### Đại chiến mạc bắc
Sang mùa xuân năm 119 TCN, Hán Vũ Đế lại cử Vệ Thanh cùng Hoắc Khứ Bệnh mỗi người dẫn 5 vạn kị quân thành hai đường đánh Hung Nô, lại cho hơn 14 vạn ngựa chiến và 50 vạn bộ tốt và hậu cần tiến về sa mạc Gobi. Quân Hán tiến vào Đại Quận, đánh bại quân của Tả Hiền Vương, buộc ông này phải đem 4 vạn quân đầu hàng nhà Hán. Sau đó Vệ Hoắc mỗi người chia quân theo hai phía đông-tây, cánh của Hoắc Khứ Bệnh tiến đánh Đại quận, còn cánh của Vệ Thanh đi về phía đông, thu phục Định Tương.
Vệ Thanh đưa quân đi được về phía bắc gần 1000 dặm thì gặp quân chủ lực của Thiền vu Hung Nô. Ban đầu quân Hán có gặp một số khó khăn nhưng sau đó Vệ Thanh lại ra lệnh dùng thế trận chiến xa và dùng 5000 kị binh phối hợp tạo thành thế trận liên hoàn để đối đầu với quân số đông của Hung Nô, làm quân Hung Nô mất nhuệ khí. Giữa lúc hai bên đang giao tranh thì bỗng có giông tố nổi lên. Vệ Thanh khéo léo lợi dụng sức gió yểm hộ đã cho quân xuất kích, tiến đánh thẳng vào cánh quân của thiền vu. Thiền vu Y Trĩ Tà hoảng sợ, bỏ trốn về phía bắc không dám quay lại, còn quân Hung Nô bị đánh cho đại bại.
Tổng cộng trong trận chiến này, quân Hung Nô bị thiệt hại nặng nề, mất khoảng 8-9 vạn quân, trong khi số thương vong của quân Hán chỉ bằng 1/3. Về phía cánh quân của Hoắc Khứ Bệnh cũng đã giành được chiến thắng, bắt giết 70.000 người Hung Nô, trong đó có Tả Hiền vương và 86 quý tộc Hung Nô.

## Giai đoạn thứ ba
Sau trận Mạc Bắc, quân Hán cơ bản đã giải quyết xong nạn uy hiếp của Hung Nô. Tuy nhiên hai bên vẫn tiếp tục xảy ra xung đột. Vào năm 115 TCN, người Hán tiếp tục lấn át và lập huyện trên đất Hung Nô, đồng thời lại cử Trương Khiên sang phía tây liên kết với các quốc gia ở đó. Sang năm 112 TCN, Hung Nô liên kết với người Khương tiến công vào quân Ngũ Nguyên, giết chết quan thái thú ở đó. Để đối phó, sang năm 111 TCN, Hán Vũ Đế cho 18 vạn quân đi về phía bắc để gây sức ép với Hung Nô.
Năm 99 TCN, tướng quân Lý Quảng Lợi được lệnh đem 300000 quân lên phía bắc, giao chiến với Hữu hiền vương của Hung Nô ở Kỳ Liên Sơn. Một tướng khác là Lý Lăng đem quân bộ cùng năm nghìn người thiện xạ qua phía Bắc Cư Duyên chừng hơn nghìn dặm.
5000 quân của Lăng bị 80000 quân Hung Nô bao vây. Trước tình thế tuyệt vọng, tên bắn đã hết, lính chết quá nửa, nhưng giết hại quân Hung Nô cũng hơn vạn người, sau đó Lý Lăng vừa rút lui vừa đánh tám ngày liền. Nhưng trên đường về thì lại bị quân Hung Nô chặn đứt lối đường. Quân Lăng thiếu ăn mà cứu binh không tới. Lý Lăng bất đắc dĩ phải đầy hàng Hung Nô. Hán Vũ Đế nghe tin, giết mẹ và vợ con Lăng.
Sang năm 90 TCN, Lý Quảng Lợi lại đem quân chinh phạt vùng Ngũ Nguyên. Tuy nhiên cùng lúc ở kinh thành, Hán Vũ Đế nghi ngờ ông ta có âm mưu lập Xương Ấp vương làm thái tử nên bỏ ngục vợ ông ta. Lý Quảng Lợi mất tinh thần, nên không thể địch lại Hung Nô. Quân Hán thiệt hại nặng, thương vong hơn 10000 người. Tư trị thông giám cũng lên tiếng chê trách việc làm này của vua Hán.
Sau thất bại này, Hán Vũ Đế đành phải hạ cố tạ tội với Hung Nô và bị Hung Nô ép phải cống nạp cho mình 10000 thạch mễ tửu, 5000 hộc lương thực.
Tuy nhiên chiến tranh vẫn còn tiếp diễn. Năm 80 TCN, quân Hung Nô mở cuộc tiến công vào nước Ô Tôn. Ô Tôn cử sứ sang nhà Hán cầu cứu. Năm 72 TCN, Hán Tuyên Đế cử quân liên kết với Ô Tôn tiến công Hung Nô, bắt giết 40000 người và nhiều quý tộc.

## Kết cục

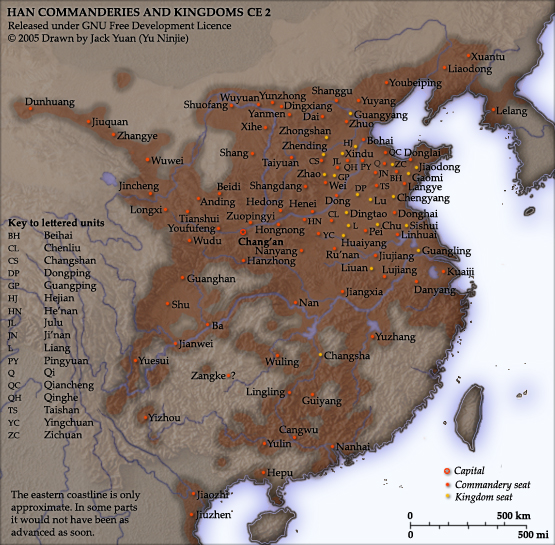
Đế chế Hán thế kỉ II.

Những năm tiếp theo, do sự tấn công mãnh liệt từ quân Hán và các nước khác, Hung Nô bước vào giai đoạn suy yếu. Đến năm 53 TCN, thiền vu Hô Hàn Tà phải dâng biểu xin triều phục và cống nộp cho nhà Hán, gửi con trai sang làm con tin. Địa vị chính trị của Hung Nô trong trật tự thế giới của người Hán đã bị hạ từ "quốc gia anh em" xuống thành "ngoại thần".
Bước sang thời nhà Tân, dưới sự cai trị của Vương Mãng, thế lực của Hung Nô tiếp tục đi xuống và bị Trung Quốc khinh rẻ. Từ năm 10 đến 11, Vương Mãng đưa 300000 quân đến biên giới phía bắc, từng bước đẩy lui Hung Nô về sa mạc. Tuy nhiên hòa bình được thiết lập lại khi nhà Hán tái thành lập bởi Hán Quang Vũ Đế. Quang Vũ đế không sử dụng chiến tranh mà dùng chính sách xoa dịu đối với Hung Nô. Từ đó, Hung Nô từng bước phụ thuộc vào nhà Hán. Cùng thời gian đó, một lượng lớn người Hán đã bị ép buộc phải di cư tới các quận này, tại đây các khu định cư hỗn tạp bắt đầu xuất hiện. Đến năm 48, do tranh chấp nội bộ, đất nước Hung Nô bị chia làm hai là Bắc và Nam Hung Nô.
Năm 89 đến 91, đại tướng quân Đậu Hiến đem quân tiến lên phía bắc, diệt Nam Hung Nô, buộc người Hung Nô phải lui về phía tây, sau đó lại đem quân tiến lên đánh Bắc Hung Nô và đẩy lui quân Bắc Hung Nô. 81 bộ tộc Hung Nô đầu hàng nhà Hán. Từ thời điểm này, người Hung Nô bị đẩy ra xa Trung Nguyên và tiếp tục phân hóa, tan rã.

## Tác động
Cuộc chiến tranh Hán - Hung Nô đã dẫn đến nhiều thay đổi trong chính sách quân sự của nhà Hán. Do phải đối đầu với lực lượng quân du mục phương bắc nên từ thời Hán Văn Đế, Hán Cảnh Đế, nhà Hán đã tăng cường huấn luyện kị binh và tăng cường việc chăn nuôi ngựa để phục vụ cho cuộc chiến. Ngoài ra, quân Hán cũng phải chuẩn bị một đội quân hùng hậu chống Hung Nô, làm cho quân lính thường trực tăng lên rất nhiều, bao gồm 400.000 binh sĩ, trong đó bao gồm 80.000 đến 100.000 kỵ binh. Để đáp ứng nhu cầu lương thực cho quân lính, nhà Hán tăng cường thu thập sưu thuế ở các châu quận phía tây.
Về lĩnh vực ngoại giao, cả hai phía đều chủ trương liên kết với các quốc gia bộ lạc khác để tăng cường sức chiến đấu chống lại nhau. Nếu không liên kết được thì họ dùng vũ lực đánh chiếm, như việc Trương Khiên đi sang tây Vực, Hán diệt Dạ Lang hay liên kết với tộc Ô Hoàn. Còn về quan hệ giữa hai bên thì trong giai đoạn đầu, nhà Hán chủ động nhân nhượng hòa hoãn, nhưng sau đó chuyển sang dùng vũ lực, lấn chiếm và uy hiếp, buộc Hung Nô thần phục mình. Đường biên giới giữa hai bên liên tục thay đổi, Hung Nô dần mất Hà Tây và các vùng phía nam sa mạc Gobi, cuối cùng tan rã.